# 巴亚诺
巴亚诺（義大利語：Baiano）是意大利阿韦利诺省的一个市镇。总面积12.25平方公里，人口4778人，人口密度390.0人/平方公里（2009年）。ISTAT代码为064010。